# Gliese 221 c
Gliese 221 c (BD-061339c) est une exoplanète en orbite autour de l'étoile naine rouge nommée Gliese 221 située à près de 66 années-lumière de la Terre (environ 20 parsecs).
Elle fait partie d'un système possédant au moins deux planètes avec sa voisine Gliese 221 b qui est plus proche de l'étoile.
Elle est située dans la zone habitable de son étoile, c'est-à-dire la région autour de celle-ci où l'eau peut exister à l'état liquide et où la vie telle que nous la connaissons sur Terre est susceptible de se développer.

## Découverte
Gliese 221 c a été découverte avec le spectrographe ultra-stable HARPS, installé sur le télescope de 3,6 m de l'Observatoire de La Silla (ESO), au Chili. La découverte a fait l'objet d'une publication le 16 janvier 2013.

## Caractéristiques
Gliese 221 c présente une masse qui équivaut environ à 0,17 fois celle de Jupiter, 3 fois celle de Neptune et 53 fois celle de la Terre. Elle orbite autour de son étoile en un peu plus de 125 jours.

## Habitabilité
Selon les auteurs de sa découverte, Gliese 221 c, qui orbite dans la partie externe du système planétaire de Gliese 221, est particulièrement intéressante parce qu'elle se trouve exactement au milieu de la zone habitable de son étoile. En suivant la méthode mise en évidence par Kane en 2012, ils estiment que la zone habitable de Gliese 221 s'étend de 0,5 à 0,9 UA. Or, l'orbite de la planète c, malgré son excentricité relativement élevée de 0,31, se trouve entièrement à l'intérieur de la zone habitable.
Toutefois, compte tenu de sa masse, la planète est vraisemblablement une géante gazeuse ce qui complique les possibilités d'apparition de la vie.
Malgré ce handicap pour le développement du vivant sur la planète elle-même, il reste la possibilité qu'une ou plusieurs exolunes orbitent autour de Gliese 221 c comme certains scientifiques le supposent pour ce type de planètes. Dès lors les conditions sur ces satellites naturels hypothétiques pourraient s'avérer nettement plus favorables à la vie. Une hypothèse que seules des observations ultérieures avec des instruments plus performants, tel que le télescope spatial James Webb, pourront éventuellement confirmer.